# Misako Uno
Misako Uno (宇野実彩子 Uno Misako?) (16 de julio de 1986, Tokio, Japón) es una actriz japonesa y miembro del grupo de J-Pop, AAA: Attack All Around. 
Misako interpretó su primer rol como Miyuki en la película de terror The Grudge 2. 
Se rumoreaba que podría aparecer en la película Saw IV, también del género de terror, película que Avex rechazo por el grado de terror psicológico (y sangre), no era la imagen que el público debería ver de Misako.
Ahora la puedes ver en el Dorama Hitomi, que se estrenara actualmente en el aire en Japón todos los días.

## Filmografía
| Año  | Película                                 | Rol                                                                             |
| ---- | ---------------------------------------- | ------------------------------------------------------------------------------- |
| 2006 | The Grudge 2                             | Miyuki Nazawa                                                                   |
| 2008 | Hitomi                                   | Endo Keiko                                                                      |
| 2005 | Karera no Umi VIII ~Sentimental Journey~ | -                                                                               |
| 2008 | Mirai Seiki Shakespeare                  | Romeo and Juliet, Othello, A Midsummer Night's Dream, King Lear and The Tempest |
| 2009 | Extraordinary Undercover Detective       | Yonekura Madoka                                                                 |

## Canciones en Solitario
| Año  | Álbum o BSO                    | Título de la canción |
| ---- | ------------------------------ | -------------------- |
| 2006 | BSO - The Grudge 2             | No End This Way      |
| 2005 | Slow Dance Original Soundtrack | Now Is The Time      |
| 2005 | Slow Dance Original Soundtrack | Good Time            |
| 2005 | Slow Dance Original Soundtrack | Groovin'             |

## Perfil
- Nombre: Misako Uno [宇野実彩子]
- Nació: 16 de julio de 1986.
- Lugar de nacimiento: Tokio
- Altura: 160cm
- Sus colores favoritos: Rosa fuerte, morado, amarillo y verde.
- Artistas favoritos: Ami Suzuki, Namie Amuro, Janet Jackson.[1]
- Otros factores sobre ella: Misako es estudiante de la "Tokyo Women’s university".
- Factor extra: Es la líder femenina de AAA
- Lema: "No hay camino sin voluntad" (nota de traducción: La intención es lo que marca tu vida)
- Comida favorita: Barbacoa Inglesa y cruasanes con chocolate.
- Su ideal masculino: Que le haga reír.
- No le gustan los hombres: Que presumen sus riquezas o se creen superiores a los demás.

## Sencillos sacados con AAA
| N.º | Nombre del sencillo                                                                                            | Fecha lanzamiento        | Álbum             | Posición en Oricon |
| --- | --- | ------------------------ | ----------------- | ------------------ |
| 1   | BLOOD on FIRE                                                                                                  | 14 de septiembre de 2005 | ATTACK            | 9                  |
| 2   | Friday Party                                                                                                   | 5 de octubre de 2005     | ATTACK            | 17                 |
| 3   | Kirei na Sora (きれいな空)                                                                                     | 16 de noviembre de 2005  | ATTACK            | 17                 |
| 4   | DRAGON FIRE | 5 de diciembre de 2005   | ATTACK            | 20                 |
| 5   | Hallelujah (ハレルヤ HARERUYA?)                                                                                | 5 de febrero de 2006     | ALL               | 8                  |
| 6   | Shalala Kibō no Uta (Shalala キボウの歌?)                                                                      | 23 de marzo de 2006      | ALL               | 20                 |
| 7   | Hurricane Riri, Boston Mari (ハリケーン・リリ，ボストン・マリ HARIKEEN RIRI, BOSUTON MARI?)                    | 31 de mayo de 2006       | ALL               | 10                 |
| 8   | Soul Edge Boy/Kimono Jet Girl (ソウルエッジボーイ／キモノジェットガール SOURU EJJI BOOI / KIMONO JETTO GAARU?) | 12 de julio de 2006      | ALL               | 12                 |
| 9   | Let it beat!                                                                                                   | 30 de agosto de 2006     | ALL               | 7                  |
| 10  | Q | 6 de septiembre de 2006  | ALL               | 10                 |
| 11  | Chewing Gum (チューインガム?)                                                                                  | 15 de noviembre de 2006  | ALL               | 7                  |
| 12  | Black&White | 6 de diciembre de 2006   | ALL               | 15                 |
| 13  | Climax Jump | 21 de marzo de 2007      | ---               | 1                  |
| 14  | Izayuke Wakataka Gundan 2007 (いざゆけ若鷹軍団2007?)                                                           | 21 de marzo de 2007      | ---               | 33                 |
| 15  | Get CHUU!/SHE no jijitsu (Get チュー!／SHEの事実?)                                                             | 15 de abril de 2007      | AROUND            | 5                  |
| 16  | Kuchibiru kara romantica/That's Right (唇からロマンチカ/That's Right?)                                         | 16 de mayo de 2007       | AROUND            | 6                  |
| 17  | Natsu mono (夏もの?)                                                                                           | 18 de julio de 2007      | AROUND            | 5                  |
| 18  | Red Soul | 19 de septiembre de 2007 | AROUND            | 15                 |
| 19  | Mirage | 9 de enero de 2008       | ATTACK ALL AROUND | 1                  |
| 20  | BEYOND~KARADA NO KANATA (BEYOND～カラダノカナタ?)                                                              | 28 de mayo de 2008       | N/A               | 4                  |
| 21  | MUSIC!!! / ZERØ                                                                                                | 27 de agosto de 2008     | N/A               | 5                  |
| 22  | Tabidachi no Uta                                                                                               | 14 de enero de 2009      | N/A               | N/A                |